# دیوید ساکونی
دیوید ساکونی (به پرتغالی: Deyvid Franck Silva Sacconi) هافبک اهل برزیل است که در شهر Alfenas و در تاریخ ۱۰ آوریل ۱۹۸۷ به دنیا آمده‌است.
دیوید ساکونی در تیم‌های فوتبال Guarani سابقهٔ حضور دارد.